# 弗蘭基SPAS-12戰鬥霰彈槍
SPAS-12（英語：Special Purpose Automatic Shotgun，意為「特殊用途自動型霰彈槍」）是一款由意大利槍械製造商路易吉·弗蘭基在1979—2000年期間所生產的戰鬥散彈槍，發射12鉛徑霰彈。
SPAS-12是一款雙模式操作的霰彈槍，它同時具備半自動和泵動兩種發射模式。與其他競爭對手相比之下，雖然槍身較沉重和控制方式複雜，但是SPAS-12亦曾經一度在部份國家的军队和執法機關中使用，亦曾在民用市場上發售，並且同時在許多知名的电影（尤其是動作電影、荷里活電影）、電視劇、电子游戏和动画當中登場，主要的原因是其令人畏懼的外觀。
SPAS-12是一款軍用的戰鬥霰彈槍，該槍的設計堅固，並且被命名為“特殊用途自動型霰彈槍”。1990年，弗蘭基將該霰彈槍更名為「運動用途自動型霰彈槍」（英語：Sporting Purpose Automatic Shotgun），令配備縮短彈倉和固定槍托的版本直到1994年以前仍可在美国民間市場繼續銷售。直到美國聯邦突擊武器禁制法案（英語：Federal Assault Weapons Ban，簡稱：AWB）生效後，SPAS-12被美國聯邦政府從其外觀和設計目認定其缺乏“運動用途”，故最終被禁止進口到美國。雖然該禁令已於2004年9月過期，但弗蘭基早在2000年就中止了對SPAS-12的生產並以SPAS-15取而代之。2000年，SPAS-12在美國以外的國家的平均零售價是$1,500.00。

## 歷史
SPAS-12是在1970年代研製，目的是要向軍隊和執法機關提供一款可半自動射擊的霰彈槍。該槍於1979年10月開始投產，並於1983年開始出口美國。但在1994年，美國暴力犯罪控制和执法法案完全禁止了SPAS-12在民間的進口。2000年，路易吉·弗蘭基更考慮到SPAS-12的銷量大幅下跌，而決定將其停產，同時以新推出的SPAS-15取而代之。

## 設計細節

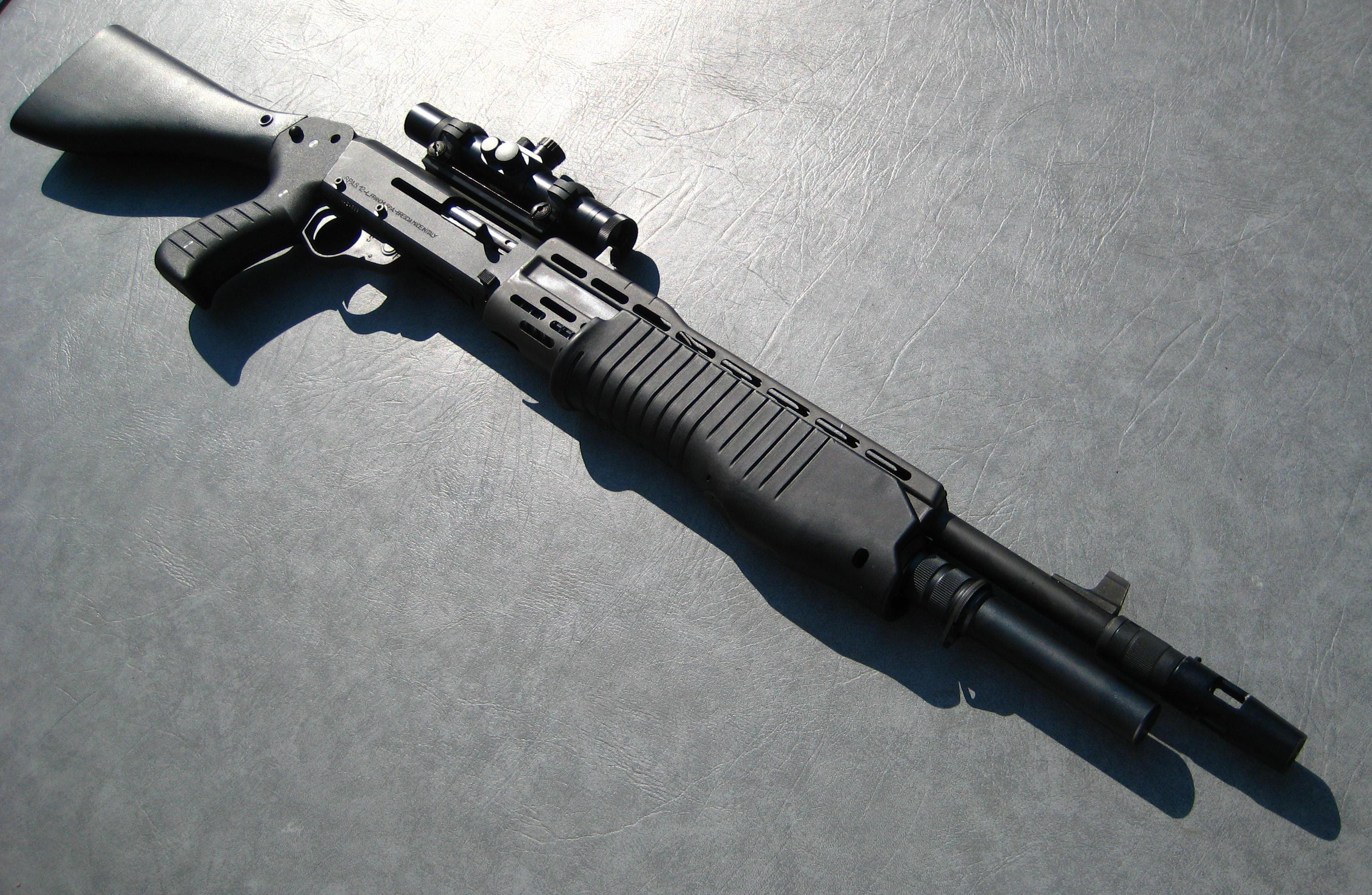
裝上木製槍托、延長彈倉、多功能喉缩和瞄準鏡的SPAS-12。該槍正處於半自動操作模式

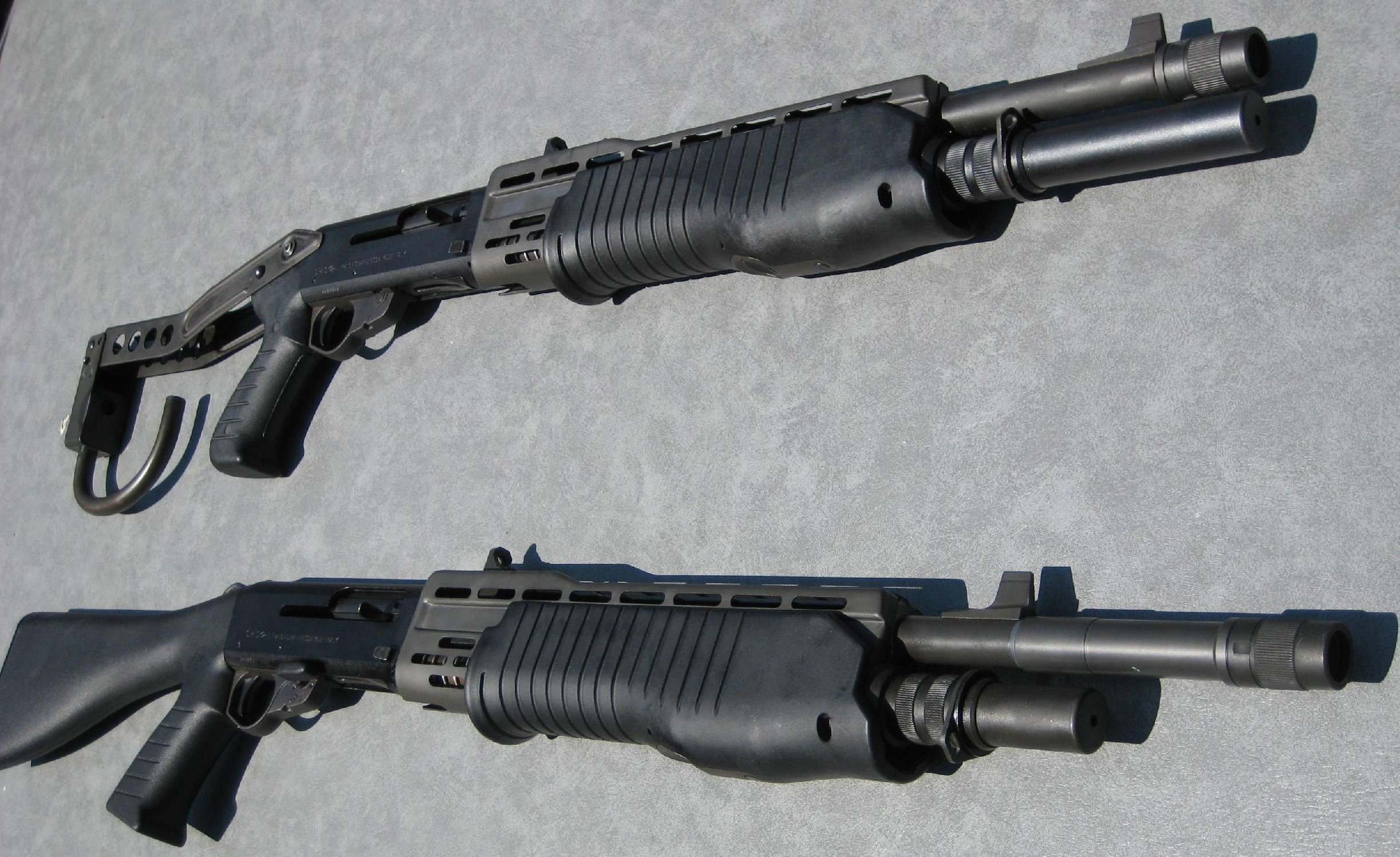
兩種最常見的SPAS-12的衍生型
上：裝上由外商投資企業集團製造的鋼製折疊式槍托和延長彈倉容量至8發的SPAS-12
下：裝上由美國軍火公司製造的合成材料式槍托、多功能喉缩和槓桿式手動安全保險的SPAS-12

SPAS-12是根據意大利軍隊的軍用近戰霰彈槍開發計劃，以民用型號的弗蘭基PG80半自動霰彈槍為藍本改進而成，並且增加了泵动式操作機構。

### 操作模式
SPAS-12具有兩個操作模式。
第一個設置是半自動操作。在這個模式下，SPAS-12的前護木會位於較前的位置。同時氣動式系統會被鎖定並利用發射後的瓦斯來進行回膛，此過程無需作其他操作，而且SPAS-12可以大約4發／秒的射速射擊，當然裝填首發散彈時仍然需要使力來回拉動拉機柄上膛。
第二個設置是泵动式操作。在這個模式下，SPAS-12的前護木會位於較後的位置。每次射擊後必須手動用力來回拉動護木上退膛。此模式適合用來發射各種低壓彈藥和非致命性彈藥，例如鳥彈、木棍彈、豆袋彈、催淚彈（CS氣體槍榴彈）、鹽彈或塑膠子彈等。
射擊模式的切換是藉由按下前護木下方的按鈕，根據當時情況，可把前護木滑動，稍微的向前或向後，直到它卡入點擊位置，讓旋轉套管打開或關閉其內置的兩個導氣孔。然而，其泵动式操作相比其他傳統的泵动式霰彈槍顯得相當緩慢和笨拙，這是由於用戶在拉動SPAS-12的護木時會被內部複雜的模式轉換機構和護木與隔熱罩之間產生的較大摩擦力所影響。

### 彈藥與彈倉
無論是泵动式操作還是半自動操作的SPAS-12都只能發射23⁄4英寸的霰彈，而不能夠發射3英寸的麥格農霰彈。如果發射3英寸麥格農霰彈則會導致全槍無法正常操作。
原廠為SPAS-12生產出四種不同長度的管式彈倉延長管：
1. 5發容量型：為18英寸槍管設計。
2. 6發容量型：為211⁄2英寸槍管的運動用途型號遵守法定限制設計。
3. 7發容量型：為197⁄8英寸槍管設計。
4. 8發容量型：為211⁄2英寸特殊用途型號槍管設計。

### 彈倉切斷裝置
SPAS-12亦具有彈倉切斷裝置，當這裝置被啟動，就會阻止用戶從管式彈倉內裝填下一發霰彈，而且拋殼口會被打開。這樣可讓使用者能夠往膛室裡手動裝填一發特殊的霰彈，以避免用戶需打空整個管式彈倉內的霰彈或退掉膛室內原本的霰彈這兩種情況。比如說，在戰鬥中使用者原本在管式彈倉中裝滿了鹿彈，但突然需要發射催淚彈或破門彈，或是向遠距離的目標發射重彈頭（又稱：獨頭彈）的時候，只要按下彈倉切斷裝置的開闢，就可以直接往膛室裡更換霰彈彈種。而發射完該發特殊的霰彈以後，又可以立即繼續以管式彈倉以內裝填的普通鹿彈向下一個目標射擊。

### 槍管及槍口裝置

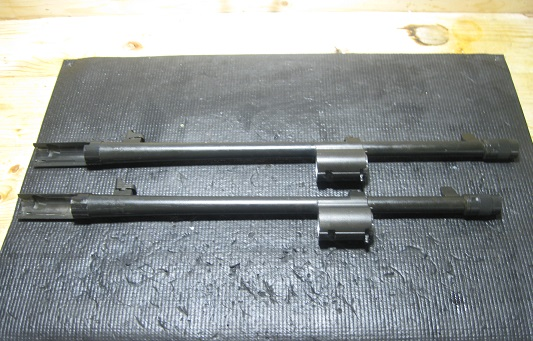
SPAS-12的211/2英寸和197/8英寸

SPAS-12的一大獨特設計是其钢板壓鑄成型的槍管、方形設計包裹橡膠的隔熱罩和槍管下方的護木通氣孔，可以有效隔開長時間不斷射擊造成槍管表面的溫度過高，令使用者能夠正常操作和作出各種戰術動作而不受到任何影響。
另外，SPAS-12的槍管外部亦可裝上各種各樣的附件，包括固定槍榴彈的卡環、槍背帶、喉縮以及氣體榴彈發射器。該槍的槍管為微縮口內膛式，而在40公尺（43.74码，131,23英尺）範圍以內的單發霰彈正常散播直径範圍為大約900毫米（35.43英吋），減少了精確瞄準的需要。在半自動操作模式下的射速為大約4發／秒（24—30發／分鐘），而且以此射速發射標準鹿彈下，可在40米範圍以內把48顆／秒的彈丸射向1平方米內的目標。在此範圍內的每顆彈丸有著比.32口徑手槍子彈多約50％的能量。
另外，原廠和售後市場上具有許多不同類型的喉缩可供用戶選擇。被法國所採用的44毫米槍榴彈發射器可以將爆炸性榴彈投射到150米的距離。有趣的是，早期型號的SPAS-12中還包含了一種罕見的原廠收束器附件，被稱為“霰彈轉向器”（英語：Shot Diverter），需要藉由與槍管套管前後組合在一起才能裝上，其用途是控制其霰彈發射後垂直或水平擴散方向。

### 手動保險
SPAS-12具有兩個保險裝置：槓桿式／按鈕式保險，以及快速部署式手動保險。
早期的SPAS-12設有一個槓桿式手動保險，但它往往會出現故障（例如：過了一段時間後會鬆開，並移到保險開啟或關閉的位置）。為了解決問題，弗蘭基取消了槓桿保險裝置，並在90年代初通過進口商美國武器公司以一個横推式按鈕型手動保險將前者取代。[a]事實上，許多槍械都是將槓桿式保險用作其唯一的保險機構，而且使用時不一定安全，所以使用者應謹慎使用。
SPAS-12還有兩種不同類型的按鈕式保險裝置。最早期版本會在扣壓扳機時將擊錘釋放達1⁄4英寸的行程。這會導致槍機上鎖，進而令使用者需要將槍機組件向後重新鎖定以令擊錘復位，然後重新上膛。後期版本在扳機組件框架安裝了定位棘爪和機加孔，以防止槍機被鎖定。定位棘爪會在扣壓扳機時防止擊錘撞擊底火，並會阻止槍機上鎖。
而位於扳機護圈左側的快速部署式手動保險會在進入保險模式時斷開扳機。當準備射擊時，快速部署式手動保險可藉由扣動扳機的手指解除，可見其設計目的是為了競賽或是戰術用途。
第三種保險類型是類似於以後研發的SPAS-15的手槍握把式保險（位於扳機護圈下方，必需按壓才可發射），它可以大大減低走火的機會。目前已知弗蘭基曾經研製過用於SPAS-12霰彈槍的握把式保險，但手槍握把式保險型卻未向一般公眾出售過。配備這種保險的SPAS-12極為罕見，目前已知只有一把存在於美國境內。

### 槍托
SPAS-12的另一個獨特功能是其由折疊式鋼板壓鑄成型的槍托，以及可以在其底部裝上一個大型掛鉤。這個大型掛鉤可向左或右90度旋轉，以用作控制武器的支撐和方便用戶攜帶。此外，它可鉤在使用者的小臂下並讓其實現單手射擊（理論上可行）。例如讓使用者在車輛上駕駛時穿過乘客側的窗口向外射擊，或是讓使用者向周圍作火力壓制的同時可使用他們的支援手作其他的任務。然而實際上，該槍的重量遠高於傳統的霰彈槍，因此對於一般的使用者來說不太可能甚至是根本不可能會使用這種這種射擊動作。
而早期的型號還可以選擇安裝一個具有可拆卸的木製固定式槍托的手槍握把，雖然這種槍托在現在十分罕見。當美國政府於1989年限制進口SPAS-12時，生產商提供了一種採用合成材料固定式槍托的版本。

### 機械瞄具及瞄準鏡架連接座
SPAS-12配備由整合在隔熱罩上不可調節的圓形金屬開放式多功能照門（這照門在槍托完全折疊的時候仍可使用），以及整合在槍管上的大型不可調節式刀片準星所組成的機械瞄具。其特別之處在於該開放式照門是在一個大型覘孔式照門的底部連接一個半圓形小型缺口式照門，上面的大型覘孔式照門用於近距離快速瞄準發射霰彈，而下面的半圓形小型缺口式照門則是用於遠距離精確瞄準發射重彈頭（附膛線重彈頭、套殼彈或破門彈）。這樣的多功能瞄準具與彈倉切斷裝置配合，遠攻近防皆宜，非常適合軍警人員的實際戰鬥需要。
由于SPAS-12的機匣頂部不能直接安裝光学瞄准镜、紅點鏡／反射式瞄準鏡、全息瞄準鏡、棱鏡式瞄準鏡、夜視鏡或熱成像儀，因此在1990年代亦出現了一種命名為“B-Square”、類似於AK步槍華沙條約導軌的瞄準鏡架連接座，需要裝在機匣左方以便利用連接座上的韋弗式導軌才能安裝光學瞄準鏡。但是這些罕見的附件和護木戰術燈及雷射瞄準器一樣都是作為售後市場的配件。

### 限制
由於SPAS-12存在著過重和操作方式複雜的問題，為其在霰彈槍市場上的流行添加了限制。儘管如此，該槍仍然生產了21年，並曾經用於實際的軍事行動。SPAS-12亦有著許多流行的綽號，例如“小炮”。1994年，美國暴力犯罪控制和执法法案完全禁止了SPAS-12在民間的進口，2000年更因為路易吉·弗蘭基改為生產SPAS-15而將其停產。這些原因令SPAS-12成為收藏家眼中的極品。

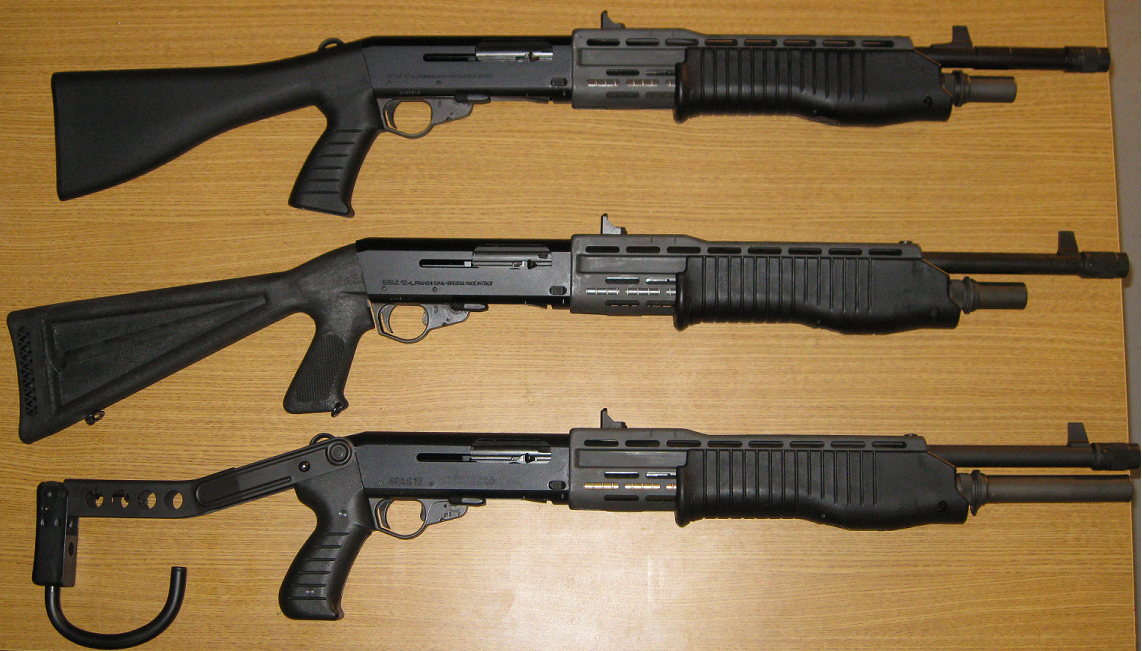
（上）裝上了固定式槍托的1991年運動用途SPAS-12L的機匣。
（中）裝上了一種罕見的喬特1/150製售後市場AR-15型手槍握把風格骨架式槍托的1987年SPAS-12L。
（下）裝上了折疊槍托和掛鉤的珍藏1982年特殊用途SPAS-12。

## 衍生型
這是說明SPAS-12、SAS-12和LAW-12型號的差異。
SPAS-12可使用四種不同風格的槍托。SPAS-12的第一個版本（早期型號）具有木製可拆卸式槍托與手槍握把，不過這種槍托在現在十分罕見。後來提供的型號還具有折疊式金屬連底部可拆卸式特殊大型掛鉤槍托，該大型掛鉤可讓用戶實現單手射擊；而安裝延長彈倉（將其彈數增加至8發）和折疊式槍托的SPAS-12就是第一種，也是目前最常見的版本。在1990年代初出現了一種罕見的售後市場喬特骨架式槍托（喬特公司大約為SPAS-12生產了150—180件骨架式槍托），並且裝上了AR-15風格的手槍握把。自1989年美國政府對SPAS-12實施進口限制以後的1990年，弗蘭基又推出了一種配備合成材料製中空固定式槍托和5—6發容量短彈倉（通常型號為7—8發容量）的SPAS-12衍生型以符合聯邦法規中所指的運動用途。
SPAS-12亦有各種不同的槍管長度，當中原廠提供的是。
1. （很少見的）18英吋（457.2毫米）“矮子”型，原是為了執法機關／軍隊而生產，主要分佈在法國境內。
2. （很少見的）197⁄8英寸（504.83毫米）被發現在極少數的1983年“AL”醒發SPAS-12霰彈槍使用。這些原本是為執法機關／軍隊生產。
3. （於英國常見的）不同的槍管長度由“縮短型”的18英吋（457.2毫米）和211⁄2英寸不等，但都被視作一體化槍管並轉換為24英吋（609.6毫米）槍管以符合英国法律。該槍管還以永久釬焊或銀焊到位的方式將槍管與一個2.5英寸（63.5毫米）的喉縮連接一起。[8]一根標準的21英吋（533.4毫米）槍管的喉縮為3英寸（76.2毫米）。但相應的管式彈倉長度仍是5發。
4. （最常見的）標準型211⁄2英寸槍管，刀片式準星安裝在特殊用途型號的槍口前端，運動用途型號則將其推後並以釬焊延長。

弗蘭基SPAS-12配備了整合在隔熱罩上不可調節的圓形金屬覘孔式照門（這照門在槍托完全折疊的時候仍可使用），以及整合在槍管上的大型不可調節式刀片準星。
路易吉·弗蘭基亦以SPAS-12作為基礎，推出了另外兩種不同型號的霰彈槍，分別是：LAW-12和SAS-12。主要分別是，LAW-12是純半自動式操作；而SAS-12則是純泵动式操作。SAS-12最不尋常的地方在於它是唯一能夠發射3英寸的麥格農霰彈的SPAS-12衍生型，而SPAS-12和LAW-12卻只能發射23⁄4英寸的霰彈。LAW-12和SAS-12這兩種衍生自SPAS-12的“姊妹”霰彈槍亦可使用來自SPAS-12的所有配件，而且有許多的組件，例如扳機組件、槍管螺紋附件和槍托亦可以互換使用。唯獨LAW-12和SAS-12的各種彈倉延長管無法與SPAS-12互換使用，因為這會導致SPAS-12的高壓燃氣選擇開關從半自動操作切換到泵動式操作上出現操作問題。目前已知如果彈倉延長管並沒有如SPAS-12的固定銷般逐漸變細的話，就會在射擊循環時令SPAS-12的前方都剝掉。2000年，根據路易吉·弗蘭基的資料，SPAS-12在最後一個生產年度於美國以外國家的平均零售價是$1,500.00。

裝上折疊式槍托的SPAS-12

以下是收藏家想收藏的SPAS-12霰彈槍所需要的某些風格特徵。
1. 片狀準星位於槍口前端的型號。
2. 裝上了延長的彈倉管，可讓其管式彈倉裝填8發的型號。[10]
3. 標有的機匣上的日期編碼被證明是在1989年或之前，而且是由進口商為槍械進出口（Firearms Import and Export，FIE）公司的型號。[11]
4. 槍管長度為21.5英吋（533.4毫米）或以下的型號，由原廠製造而槍管長度更短的更受追捧。
5. 連接的槍托是木製可拆卸式並附有手槍握把和／或金屬製、附有大型掛鉤的折疊式槍托。

弗蘭基SAS-12可以發射3英寸的麥格農霰彈，但槍機本體不具有拉機柄安裝切口。SPAS和LAW只能發射23⁄4英寸的霰彈。SAS-12具有一根長度為21.5英吋的槍管，全長為41.5英吋，重量為7磅4盎司，管式彈倉裝填容量為8發。
弗蘭基LAW-12也在1989年被限制進口，並於1994年被聯邦突擊武器禁制法案所取締。LAW-12具有一根長度為21.5英吋的槍管，重量為7磅4盎司，管式彈倉裝填容量為8發。目前已知該型號在進口時能夠使用來自弗蘭基SPAS-12的所有槍托。LAW-12在美國警用範圍方面比SPAS-12更常見，各個警察部門都曾購入該霰彈槍以取代更昂貴的SPAS-12。在SPAS-12於2000年停產前，LAW-12已率先被弗蘭基停產。
除弗蘭基SPAS-12和上述型號外，PA-3、PA-7和PA-8亦與SPAS-12有很多類似的屬性，這些武器主要由意大利和西班牙的軍警所使用。
SPAS-15是SPAS-12的後繼槍型，它同樣是一款可半自動及可泵动式射擊和發射12鉛徑霰彈的戰鬥散彈槍。但SPAS-15使用的供彈方式是使用可拆式彈匣，而不是SPAS-12的管式彈倉。

## 美國市場

### 進口商
美國政府曾允許兩個不同的弗蘭基SPAS-12行貨版本進口。從1982—1989年進口的第一個版本、全寫被命名為特殊用途自動霰彈槍（英語：Special Purpose Automatic Shotgun）。SPAS-12是由意大利外商投資企業公司進口到美國。1983年，該槍在美国首度公開展出，它作為一款運動射擊用途的霰彈槍銷售，以便繞過法律。然而在1989年，由於時任美國總統通過國家安全執政的聯邦法典第18號925（D）（3）當中的運動武器限制，SPAS-12會被視為非法武器，外商投資企業隨即遭遇重大損失。而且，該行政命令還修正了1968年槍械管制法。
1990年，美國武器公司註冊成立，它從外商投資企業公司購入所有剩餘的外購零部件和SPAS-12霰彈槍，並在新批准的限制下開始將全寫改稱為「運動用途自動型霰彈槍」（英語：Sporting Purpose Automatic Shotgun）的弗蘭基SPAS-12再進口。從1990—1994年，美國武器公司整合了兩種修改，分別是配備固定槍托和限制了延長彈倉的使用，從而令進口可繼續合法進行。美國煙酒槍炮及爆裂物管理局允許美國武器公司進口SPAS-12的衍生型，因為它的尺寸、重量、體積和修改後的配置比以前的版本更適合於用於傳統的射擊運動。
SPAS-12曾接受美國海岸警備隊的測試並表現出樂觀的結果，但在合同上卻又不被視為比其他競爭對手更具有成本效益，故最終沒有正式採用。1994年9月，美國通過了一條名為聯邦突擊武器禁制法案（英語：Federal Assault Weapons Ban，簡稱：AWB）的禁止攻擊武器條款。由於受到該禁令的法律限制，SPAS-12的銷售額受到重大損失，導致美國武器停止了該槍的進口。
重點是，在整個進口的時間段之中，由於美國政府多次制定法律以添加限制，過去沒有大量進口SPAS-12的多間進口公司都對追加該槍的訂單持謹慎態度。這就是為何SPAS-12在美國境內普及率較低的原因。據估計由原廠生產的SPAS-12霰彈槍之中，只有百分之五（約1,850把）是出口到美國。

## 現狀

### 美國的法律地位
1983年，SPAS-12在美国首度公開展出，並以一款運動射擊用途的霰彈槍銷售，以便繞過法律，但這樣通常會被視為非法擁有。因此，後來的SPAS-12縮寫變成「運動用途自動型霰彈槍」（英語：Sporting Purpose Automatic Shotgun）。然而，SPAS-12本身在外觀上以軍用條件設計的功能和特徵都太明顯，如沉重的隔熱罩就是為了令其能夠持續發射，導致武器的重量增加，同時也令它容易擺動而不適合比賽射擊。即使路易吉·弗蘭基把武器重新命名為「運動用途自動型霰彈槍」亦無濟於事。也基於這個原因，目前在民間存在著許多針對SPAS-12的熱門重新解釋縮寫，例如「特殊用途自動型霰彈槍」（英語：Special Purpose Automatic Shotgun）、「特殊用途突擊型霰彈槍」（英語：Special Purpose Assault Shotgun）或「半自動／泵動自動型霰彈槍」（英語：Semi-auto / Pump Automatic Shotgun）。
1994年，美國政府通過了聯邦突擊武器禁制法案（英語：Federal Assault Weapons Ban，簡稱：AWB），該禁令完全禁止了SPAS-12霰彈槍在民間的進口。根據美國菸酒槍炮及爆裂物管理局的宣布，「並不適合運動用途」的SPAS-12已經被歸類為「毀滅性武器」。然而，該槍卻沒有被歸類為第二類槍械。因此，若對聯邦法律進行解讀，平民對SPAS-12在美國境內重新銷售和轉讓仍然是可行的，儘管在上述槍械法案生效以前能夠合法進口到美國的SPAS-12其實很少。該條款已於2004年9月過期。

### 加拿大的法律地位
根據加拿大槍械法（特別是刑法條例）所指，SPAS-12是一種已被明文禁止的霰彈槍（憑藉參照其設計和產品名稱）。它已被視為「毀滅性武器」的關係，因此平民完全不能進行購買或合法擁有。

## 使用者
| 國家       | 組織名稱                                                           |
| ---------- | ------------------------------------------------------------------ |
| 阿尔及利亚 | 阿爾及利亞情報及安全局特別干預組                                   |
| 阿根廷     | 布宜諾斯艾利斯省警察鷹特別行動旅                                   |
| 阿根廷     | 阿根廷聯邦警察聯邦特別行動組                                       |
|            | 警察單位                                                           |
| 奥地利     | 奧地利聯邦內務部眼鏡蛇作戰司令部                                   |
| 巴哈马     | 巴哈馬皇家國防軍                                                   |
| 巴林       | 特種部隊單位                                                       |
|            | 孟加拉陸軍特別安全部隊                                             |
| 巴西       | 聖保羅州憲兵特種戰術行動小組                                       |
| 柬埔寨     |                                                                    |
|            | 克羅地亞共和國武裝部隊                                             |
| 埃及       | 憲兵單位                                                           |
| 法國       | 国家宪兵干預組                                                     |
| 印度       | 特種部隊單位                                                       |
| 印度尼西亞 | 印尼海軍青蛙司令部                                                 |
| 印度尼西亞 | 印尼陸軍特種部隊司令部                                             |
| 伊拉克     | 伊拉克特種作戰部隊                                                 |
| 愛爾蘭     | 愛爾蘭陸軍遊騎兵聯隊                                               |
| 義大利     | 卡賓槍騎兵（其中特別干預組的SPAS-12已經被伯奈利M3 Super 90所取代） |
| 黎巴嫩     | 黎巴嫩陸軍                                                         |
| 黎巴嫩     | 內部安全部隊                                                       |
| 利比亞     | 國民解放軍（2011年利比亞內戰期間使用）                             |
| 马来西亚   | 马来西亚皇家警察特別行動指揮部                                     |
| 马来西亚   | 马来西亚陆军                                                       |
| 馬爾他     | 馬耳他警察部隊                                                     |
| 尼泊尔     | 尼泊爾警察                                                         |
| 挪威       | 挪威國防軍                                                         |
| 巴基斯坦   | 憲兵單位                                                           |
| 葡萄牙     | 特種部隊單位                                                       |
| 葡萄牙     | 葡萄牙治安警察局特別行動組                                         |
|            | 特警單位                                                           |
| 中華民國   | 內政部警政署維安特勤隊                                             |
| 中華民國   | 憲兵特勤隊                                                         |
| 罗贾瓦     | 民主联盟党（2011年敘利亞內戰期間使用）                             |
| 塞爾維亞   | 特警單位                                                           |
| 西班牙     | 西班牙民間衛隊憲兵特別干預單位                                     |
| 西班牙     | 西班牙國家警察                                                     |
| 泰國       | 泰國皇家陸軍                                                       |
| 土耳其     | 土耳其憲兵司令部                                                   |
| 美国       | 部份地方警察局的特種武器和戰術部隊                                 |
| 美国       | 联邦调查局人質拯救隊                                               |
| 委內瑞拉   | 特種部隊單位                                                       |
| 委內瑞拉   | 特警單位                                                           |

## 流行文化
SPAS-12同時出現在美國荷里活電影、美國電視劇、日本電視動畫、香港電影及电子游戏裡，例如：

### 电影
- 1984年—
  - 由T-800（Terminator T-800，阿诺·施瓦辛格飾演）從槍店奪取後所使用，攻擊警察局時拆卸槍托、使用半自動操作模式並由右手握持（左手則握持AR-18突擊步槍）。
  - 倒敘中提到由人類抵抗軍戰士所使用。
- 1985年—：由M.O.I.警衛和薩姆·洛瑞（Sam Lowry，喬納森·普賴斯）所使用。
- 1985年—：由阿瑞斯的手下所使用。
- 1987年—：由底特律特警隊隊員所使用。
- 1987年—《英雄本色II》：由Ken（周潤發飾演）在紐約為拯救保護龍四（石天飾演）時用以與黑幫進行槍戰。
- 1990年—《霹靂煞》：由保鏢所使用。
- 1990年—《賭俠》：由龍五（向華強飾演）在別墅內用以與黑豹（柯受良飾演）進行槍戰。
- 1993年—：由努布拉島侏儸紀公园內保安所使用。
- 1993年—《超級計劃》：由一名劫匪用以打劫中央銀行金庫。
- 1995年—《絕地戰警》：由浮切的手下所使用。
- 1996年—《孟波》：由其中一名特別任務連成員用在孟波（周文健飾演）與皇家香港警察特別任務連進行的槍戰當中。
- 1997年—《特種飛虎》：由保鏢黃家樂（黃家諾飾演）用在馬尼拉某別墅內與綁匪進行的槍戰。
- 1998年—：由法國特警隊員所使用。
- 1999年—：由虛構世界內的士兵所使用，其中一枝被崔妮蒂所繳獲。
- 1999年—《陽光警察》：由綁架匪徒首領（連凱飾演）用以向警察宣示挑釁警告。
- 2000年—《大逃殺（電影版）》及其3D版：男子5號川田章吾（山本太郎飾演）的分配武器，與桐山和雄對戰時使用半自動射擊。
- 2002年—《2009失去的记忆》：為固定槍托型和摺疊槍托型，裝上戰術燈並且由日本調查局特警隊所使用。
- 2004年—：裝上未來風格的頂部隔熱罩和延長版前護木的修改型，由约翰·伯金（John Bergin，芝·麥克布萊德飾演）和特警隊所使用。
- 2006年—：固定槍托型在接近尾聲由卡老大（Frank Costello，飾演）的手下所使用。
- 2007年—
- 2009年—《夺命手机》
- 2009年—《快克殺手2：極速電擊》：由一名黑幫用於終末槍戰當中。
- 2010年—：戰鬥過程中被拋到空中。
- 2013年—《國定殺戮日》：幕後片段，無槍托型由攻入桑丁家的殺戮者所使用。
- 2014年—《三日杀戮》

### 電視劇
- 1984年—《神探亨特》：由男主角凶殺案警探瑞克·亨特（Richard Hunter，弗雷德·德雷爾飾演）所使用。
- 1984年—
- 1993年—：由恐怖分子所使用。
- 1995年—：1996年11月6日第3季第8集（播出順序為第50集）「未來的盡頭」（英語：Future's End），由好戰極端分子領導者波特（Porter，克萊頓·穆雷飾演）所使用。
- 1997年—《星際奇兵：SG-1》
- 2008年—
- 2010年—《警網急先鋒》：2010年10月15日第1季第4集「警員之死」（英語：Officer Down），由一名搶劫犯罪嫌疑人用在珠寶搶劫案當中。

### 電子遊戲
註：大部份出現SPAS-12的電子遊戲都錯誤地展示其裝填方式。現實中使用SPAS-12裝填時該把槍身倒置，槍管向外，然後以手指按著槍栓釋放鈕不放才可將散彈從機匣底部的裝填口內裝填。另外在半自動模式裝填時該拉動拉機柄上膛，而不是在泵動模式時才起到上膛作用的護木。
- 1997年—《俠盜獵車手》：型號為摺疊槍托型，命名為「S.P.A.S 12」。
- 1998年—：型號為無槍托型（HD版為摺疊槍托型），命名為「HECU SPAS-12」，以8發管式彈倉供彈。只能泵动式射击，奇怪地次要攻擊可二連爆射。
- 1999年—《恐龍危機》：由PA3以配件改裝而成。
- 1999年—《俠盜獵車手II》：型號為摺疊槍托型，命名為「S.P.A.S 12」。
- 2000年—
- 2000年—：型號為摺疊槍托型，命名為「Spas 12」。
- 2000年—：型號為無槍托型。
- 2000年—《Urban Terror》：型號為摺疊槍托型，可選擇用作主要武器或次要武器。
- 2002年—《俠盜獵車手：罪惡城市》：型號為摺疊槍托型，命名為「S.P.A.S 12」。
- 2002年—：命名為「SP12」。
- 2002年—《Soldat》：第5件主要武器。
- 2002年—
- 2003年—：命名為「SFAS-12」和「SFAS-13」。
- 2003年—：摺疊槍托型，命名為「Spas 12」。
- 2003年—：無槍托型。
- 2004年—《俠盜獵車手：聖安地列斯》：型號為摺疊槍托型，命名為「戰鬥霰彈槍」。
- 2004年—：型號為無槍托型，命名為「SPAS-12」，以6發管式彈倉供彈。只能泵动式射击，奇怪地次要攻擊可二連爆射。
- 2004年—：型號為無槍托型，命名為「SPAS-12」，奇怪地次要攻擊可二連爆射。
- 2004年—《特種部隊Online》：命名為「SPAS-12」，目前推出的樂透武器版本：
  - 粉粉情人SPAS-12
- 2004年—《突击风暴》：命名為「ASG-12」。
- 2005年—《死亡之屋3》：型号为无枪托型，以6发彈倉供彈，作为玩家主武器使用。
- 2005年—：型號為摺疊槍托型，命名為「SPAS-12」。
- 2005年—：型號為摺疊槍托型，命名為「Vollmer VK-12」，奇怪地以12發彈倉供彈。
- 2005年—《俠盜獵車手：自由城故事》：型號為摺疊槍托型，命名為「戰鬥霰彈槍」。
- 2006年—《俠盜獵車手：罪惡城市傳奇》：型號為摺疊槍托型，命名為「連射霰彈槍」。
- 2006年—：型號為無槍托型，命名為「SPAS-12」，以6發管式彈倉供彈。只能泵动式射击，奇怪地次要攻擊可二連爆射。
- 2006年—：命名為「SP12霰彈槍」。
- 2007年—：最早於韓國版2011年11月24日時推出一般型。型號為無槍托民用型，使用啞黑色槍身，以8發彈倉供彈。在第一人稱視角中的武器模組採用鏡像佈局（右手持槍時拋殼口和拉機柄在左邊）。港台地區於2011年12月6日推出一般型，命名為「戰魂」；中国大陆地區於2011年12月7日推出一般型，命名為「爆裂炙炎」；在各地版本均已開放使用，但泰國版及土耳其版因結束營運的關係而不會在這兩個版本開放使用。另外亦有多種改進版：
  - SPAS-12 Deluxe：第一改進型，增加了摺疊式槍托後成為摺疊槍托軍用型，而且護木上印有藍色火焰圖案，具有半自動射擊模式（切換射擊模式的動作為玩家角色將槍托展開／摺疊），仍以8發彈倉供彈。奇怪地在半自動模式裝填時仍會拉動護木上膛，而且沒有無彈後定。港台地區於2011年12月6日推出，命名為「藍焰戰魂」；中国大陆地區於2011年12月7日推出，命名為「爆裂炙炎EX」；在各地版本均已開放使用，但泰國版及土耳其版因結束營運的關係而不會在這兩個版本開放使用。
  - SPAS-12 Cobra：最終改進型，改為固定式槍托（連槍托彈藥包）後成為固定槍托軍用型，並裝上了疑似鐳射瞄準器（無法使用），而且護木上印有紅色火焰圖案，把彈倉載彈量增至9發。奇怪地在半自動模式裝填時仍會拉動護木上膛，而且沒有無彈後定。港台地區於2012年2月21日推出，命名為「烈焰戰魂」；中国大陆地區於2012年2月22日推出，命名為「爆裂炙炎DX」；在各地版本均已開放使用，但泰國版及土耳其版因結束營運的關係而不會在這兩個版本開放使用。
  - SPAS-12 Maverick：最早於韓國版2014年4月17日時推出。只能通過武器製作系統以小牛作戰設計圖製作武器後獲得的改進型，具備造型獨特的外觀，摺疊式槍托長期以繩索綁定於摺疊狀態、裝有戰術燈（無法使用），而且槍身改為銅色，同時把原本的彈倉供彈方式改為使用20發彈匣供彈並只能半自動射擊。奇怪地裝填時會拉動護木上膛，而且沒有空倉掛機。港台地區於2014年5月13日推出，命名為「野戰SPAS-12」；中国大陆地區於2014年5月14日推出，命名為「（战魂）SPAS-12」；在各地版本均已開放使用，但泰國版及土耳其版因結束營運的關係而不會在這兩個版本開放使用。
  - VULCANUS-11：最早於日本版2015年12月2日時推出，為SPAS-12其中一種反殭屍用改進型，使用白色、藍色和橙色槍身，平常為半自動模式，上彈完成時為泵动式；護木頂部則是Vulcanus裝置，展開時伸出兩根自動輔助槍管，並與原有的槍管從上至下排列；裝滿彈藥後點擊滑鼠右鍵將發動Vulcanus系統，然後點擊左鍵發射時把彈倉內所有霰彈以縱向方式發射。港台地區於2015年12月8日推出，命名為「殺戮戰神」；中國大陸地區於2015年12月9日推出，命名為「震天威」。
- 2007年—《穿越火线》
- 2007年—《魅影小隊》：命名為「SG112」，Level 93時解鎖。
- 2007年—：型號為無槍托型，命名為「SPAS-12」，以6發管式彈倉供彈。只能泵动式射击，奇怪地次要攻擊可二連爆射。
- 2007年—：故事後期由林奇所使用，用以取代雷明登870泵動式霰彈槍，型號為無槍托型，命名為「SP12霰彈槍」。
- 2007年—：型號為無槍托型，命名為「SPSA14」，只能半自動射擊。奇怪地第一人稱視角武器模組採用鏡像佈局（拋殼口和拉機柄在左邊），而且沒有空倉掛機。
- 2007年—《槍神》：型號為摺疊槍托型。
- 2007年—：型號為摺疊槍托型，命名為「SAS 12」，由安多·納凡諾（Atoq Navarro）和他的僱傭兵在最終決戰時所使用。
- 2008年—《戰地之王》
- 2008年—：型號為摺疊槍托型，只能泵動式射擊，命名為「SPAS12」。奇怪地第一人稱視角武器模組採用鏡像佈局（拋殼口和拉機柄在左邊）。
- 2008年—：型號為無槍托型，命名為「SPSA14」，只能半自動射擊。奇怪地第一人稱視角武器模組採用鏡像佈局（拋殼口和拉機柄在左邊），而且沒有空倉掛機。
- 2008年—：型號為摺疊槍托型，槍托長期處於摺疊狀態，命名為「SPAS-12」，只能半自動射擊，奇怪地裝填時會拉動護木上膛，而且載彈量為12發，也沒有空倉掛機。奇怪地第一人稱視角武器模組採用鏡像佈局（拋殼口和拉機柄在左邊）。
- 2009年—及重製版：型號為摺疊槍托型，槍托長期處於展開狀態，命名為「SPAS-12」，只能泵动式射擊並被歸類為散彈槍，以7發彈倉（聯機模式時為8發，並可使用改裝：延長彈匣增至16發）供彈，最高攜彈量為56發（戰役模式）和64發（聯機模式）。奇怪地開火時槍栓會自動向後復進。在重製版中修正了重新裝填動作，空倉裝填時玩家角色會先把一發霰彈塞進拋殼口內上膛，然後使用正確的倒置槍身方式裝填餘下的散彈。另外取消了未打空彈倉裝填時多餘的上膛動作，開火時槍栓也不再自動向後復進。戰役模式之中由141特遣隊、俄罗斯極端民族主義黨武裝力量、俄羅斯內衛部隊和暗影連所使用；聯機模式時於等級4解鎖，並可以使用紅點鏡、消音器、前握把、全金屬披甲彈（英语：Full metal jacket bullet）、EOTech全息瞄準鏡、延長彈匣。
- 2009年—：型號為摺疊槍托型，命名為「戰鬥霰彈槍」，半自動射擊，以10發彈倉供彈，附有手電筒。
- 2009年—《俠盜勇士》：型號為摺疊槍托型，命名為「SPAS-12」，奇怪地使用彈匣供彈。
- 2009年—：型號為摺疊槍托型，命名為「SAS 12」，由佐朗·拉札雷維奇（Zoran Lazarevic）的僱傭兵所使用。
- 2009年—：遊戲中唯一的霰彈槍，型號為無槍托型。
- 2010年—：型號為摺疊槍托型，只能泵動式射擊，命名為「SPAS-12戰鬥型」。奇怪地第一人稱視角武器模組採用鏡像佈局（拋殼口和拉機柄在左邊）。
- 2010年—：型號為摺疊槍托型，命名為「SPAS-12戰鬥型」，只能半自動射擊，奇怪地會在1974年出現。
- 2010年—《阿尔法协议》：遊戲中唯一的霰彈槍，型號為摺疊槍托型，命名為「薩麥爾66鉛徑霰彈槍」，黑色槍身，半自動射擊，以10發彈倉供彈，發射現實中不存在的66號鉛徑霰彈。升級後的沙色槍身版本則命名為「薩麥爾的復仇霰彈槍」；再升級後的版本則命名為「薩麥爾的救贖霰彈槍」。可以使用雙向飛碟喉缩、輕型槍管、槍口制退器、槍口輔助器、槍口補償器、後座力阻尼器、基本瞄準鏡、全息瞄準鏡、延長彈匣（增加1發容量）、複合材料槍托和增強組件。
- 2010年—：型號為無槍托型，命名為「Gras 12」。
- 2010年—：型號為摺疊槍托型，槍托長期處於摺疊狀態，命名為「SPAS-12」，只能半自動射擊並被歸類為散彈槍，奇怪地裝填時會拉動護木上膛，以8發彈倉供彈，最高攜彈量為80發（戰役模式）、64發（聯機模式）和32發（殭屍模式），奇怪地會在1960年代出現。戰役模式之中由苏联軍隊、美國中央情报局特別活動部、美国军事援助越南司令部-研究观察团（由弗蘭克·伍茲從越共游擊隊手上繳獲後交由主角亞歷克斯·梅森使用，該版本發射龍息彈（英语：Dragon's breath (ammunition)））和越南南方民族解放陣線所使用；聯機模式時於等級24解鎖，並可以使用消音器；殭屍模式時有一款衍生型稱作「SPAZ-24」，它以24發彈倉供彈，最高攜彈量為72發，並可以使用延長彈匣、全自動型、一次性裝填。
- 2011年—《光荣使命》
- 2011年—：资料片「正面交鋒」（Close Quarters）新增武器之一。型號為摺疊槍托型，槍托長期處於展開狀態，只能泵動式射擊，命名為「SPAS-12」，預設發射12G鹿彈，以5發彈倉（可使用改裝：擴充彈匣增至7發）供彈，初始攜彈量為30發（使用改裝：擴充彈匣時減至28發），最高攜彈量為50發（使用改裝：擴充彈匣減至49發）。於完成任務「這些傷害過」（使用手槍以及霰彈槍各殺敵20人）以後解鎖，可由所有兵種使用，被歸類為散彈槍，並可以使用反射式瞄準鏡、12G鋼矛彈、擴充彈匣、光電瞄準鏡、戰術燈、12G破片彈、ACOG（放大4倍）、雷射瞄準器、重彈頭、紅外線夜視鏡（紅外線放大1倍）、步槍瞄準鏡（放大6倍）、M145（放大3.4倍）、消光器、內紅點瞄準鏡、PKA-S、PSO-1（放大4倍）、PKS-07（放大7倍）、PK-A（放大3.4倍）。空倉裝填時玩家角色會先把一發霰彈塞進拋殼口內上膛。
- 2011年—：型號為摺疊槍托型，槍托長期處於展開狀態，命名為「SPAS-12」，只能泵动式射擊並被歸類為散彈槍，以7發彈倉（聯機模式時為8發，並可使用改裝：延長彈匣增至16發）供彈，最高攜彈量為56發（戰役模式）和64發（聯機模式）。奇怪地開火時槍栓會自動向後復進。戰役模式之中由俄罗斯極端民族主義黨武裝力量和前俄羅斯抵抗力量所使用；聯機模式時於等級8解鎖，並可以使用前握把、消音器、紅點鏡、EOTECH全息瞄準鏡、延長彈匣；生存模式時於等級16解鎖，價格為$2,000。
- 2011年—：型號為摺疊槍托型，命名為「SAS 12」，可由主角奈森·德瑞克所使用。
- 2012年—《战争前线》：型号为无枪托型，命名為「SPAS-12」，以8發彈倉供彈，只能泵动式射擊，使用快速裝彈器裝彈。為醫療兵專用武器，可以改装枪口配件（通用消音器、霰弹枪消音器、霰弹枪制退器）以及瞄准镜（EOTECH 553全息瞄准镜、绿点全息瞄准镜、红点瞄准镜、Aimpoint Comp M4S瞄准镜、Mojji Zero红点瞄准镜）；擁有皇冠幣專屬迷彩版本、圣诞节版本以及万圣节版本，強化威力與載彈。
  - 中國大陸伺服器為普通解鎖武器，歐美與俄羅斯伺服器無需解鎖即可購買。
  - 万圣节版本对机械生化僵尸有额外的威力加成。
  - 遊戲裡此槍的射速遠低於一般泵动式霰彈槍，即使是皇冠版本也並未提高射速，但是仍比大部分手动狙擊槍要高。
- 2012年—：只在戰役模式中出現，型號為摺疊槍托型，槍托長期處於展開狀態，命名為「SPAS-12」，只能半自動射擊並被歸類為散彈槍，奇怪地裝填時會拉動護木上膛和沒有空倉掛機，以8發彈倉（使用改裝：延長彈匣增至11發；梅南德斯版本為16發）供彈，初始攜彈量為72發，最高攜彈量為160發（梅南德斯版本為無限攜彈量）。於弗蘭克·伍茲（Frank Woods）的回憶關卡「時間和命運」（Time and Fate）及「跟我一起受苦」（Suffer With Me）中出現，由諾列加（Manuel Noriega）、勞爾·梅南德斯（Raul Menendez）和巴拿馬國防軍所使用，並於玩家完成“舊傷”（Old Wounds）關卡以後解鎖。能夠使用：抑制器、長槍管、延長彈匣和快速重裝彈匣。
- 2012年—：定制化，命名為「SPS 12」，以6發彈倉供彈，奇怪地裝上了伯奈利M4 Super 90的伸縮式槍托，衍生型為：情報局型。
- 2012年—：型號為摺疊槍托型，命名為「突擊型霰彈槍」。
- 2012年—：型號為短槍管無槍托型，命名為「SPAS-12」，半自動射擊，奇怪地在槍身左側拋殼（鏡像佈局）、沒有空倉掛機，以及裝填時會拉動護木上膛。以7發彈倉供彈，原照門被戰術導軌所取代。
- 2013年—《古墓奇兵2013》：在故事模式中為找到足夠的霰彈槍部件將其“升級”而成，為最終霰彈槍系列武器升級型態，奇怪地是由伊薩卡37泵動式霰彈槍“升級”而成；多人模式時為來自，為追加下載內容武器，定制化，命名為「Agency SPS 12霰彈槍」。
- 2013年—：型號為固定槍托型，只能泵動式射擊，命名為「SPAS-12」（中文版為「SPAS-12霰彈槍」），預設發射12G鹿彈，載彈量8+1發，最高攜彈量為45發（單人模式）。單人模式之中於完成「怒海爭鋒」（South China Sea）戰役後解鎖並且可由美国海军陆战队精英小隊「墓碑」隊長丹尼爾·雷克（Daniel Recker）所使用；多人聯機模式時為所有兵種的解鎖武器包武器之一，於達到37,000點霰彈槍得分時才能解鎖，被歸類為散彈槍，並可以使用鴨嘴防火帽、反射式、雷射瞄準器、全收束器、ACOG（放大4倍）、斜視金屬瞄準器、防火帽、12G重彈頭、全像、放大鏡（放大2倍）、改良收束器、12G鏢彈、M145（放大3.4倍）、制動器、手電筒、12G破片彈以及五件戰鬥包附件（FLIR（紅外線放大2倍）、稜鏡（放大3.4倍）、JGM-4（放大4倍）、土狼、綠點雷射瞄準器、紅外線夜視鏡（紅外線放大1倍）、眼鏡蛇、雷射／燈光組合、PKA-S、PK-A（放大3.4倍）、PSO-1（放大4倍）、戰術燈、三光束雷射、HD-33當中之五）。空倉裝填時玩家角色會先把一發霰彈塞進拋殼口內上膛。
- 2013年—：型號為摺疊槍托型（預設），只能半自動射擊，命名為“Predator 12G”，可在黑市購買後並另外花費自行組裝。奇怪地以10發彈倉供彈，而且沒有空倉掛機。
- 2013年—《俠盜獵車手Online》：型號為摺疊槍托型，命名為「戰鬥霰彈槍」，可在佩里克島中取得。
- 2014年—：型號為固定槍托型，命名為“SPAS 12”，以8發彈倉供彈，攜彈量為32發，可於泵动式和半自動操作之間切換。
- 2014年—《看門狗》：型號為摺疊槍托型，命名為“SPAS 12”，以8發管式彈倉供彈，最高攜彈量為96發，可由主角艾登·皮爾斯（Aiden Pearce，由諾姆·詹金斯配音）所使用。
- 2014年—：型號為短槍管無槍托型，命名為「SPAS-12」，只能半自動射擊，造型裝有稍為過大的手槍握把，奇怪地於槍身左側拋殼（鏡像佈局）、沒有空倉掛機，而且裝填時會拉動護木上膛。以7發彈倉供彈，原照門被戰術導軌所取代，可裝上開放型反射式瞄準鏡。
- 2015年—：型號為摺疊槍托型，槍托長期處於展開狀態，命名為「SPAS-12」，只能半自動射擊（奇怪地在瞄準射擊時仍有拉動護木的動作，而且裝填時也會拉動護木上膛，另外沒有空倉掛機），發射12G鹿彈，載彈量8+1發，預設裝上PKA-S瞄準鏡，能夠由罪犯執行者（Enforcer）所使用（執法機關解鎖條件為：以任何陣營進行遊戲使用該槍擊殺1250名敵人後購買武器執照），價格為$7,800。可加裝各種瞄準鏡（反射、眼鏡蛇、全息瞄準鏡（放大1倍）、PKA-S（放大1倍）、Micro T1、SRS 02、Comp M4S、M145（放大3.4倍）、PO（放大3.5倍） 、ACOG（放大4倍）、PSO-1（放大4倍）、IRNV（放大1倍）、FLIR（放大2倍））、附加配件（傾斜式機械瞄具、戰術燈、電筒、激光瞄準器、12鉛徑金屬彈頭、破門彈）及槍口零件（全收束器、改良型收束器）。單人模式當中則能夠由主角尼古拉斯·門多薩所使用，並只能作泵動式射擊。空倉裝填時玩家角色會先把一發霰彈塞進拋殼口內上膛。
- 2015年—《小兵步槍》：為摺疊槍托型，只能泵動式射擊。
- 2015年—：命名為「SPAS-12」，只能半自動射擊，由海豹部隊幹員Valkyrie所使用。空倉裝填時玩家角色會先把一發霰彈塞進拋殼口內上膛，然後使用正確的倒置槍身方式裝填餘下的散彈。
- 2015年—：型號為無槍托型，命名為「霰弹枪」，以8發管式彈倉供彈。只能泵动式射击，奇怪地次要攻擊可二連爆射。
- 2016年—：為摺疊槍托型，槍托長期處於展開狀態，命名為「S-Ravage」，載彈量8發，只能泵動式射擊，歸類為「經典」武器。此外還有一種叫“Rack-9”的改型。
- 2018年—《5》：為無槍托型，命名為“SPAS-12”，只能半自動射擊，載彈量7發（1發裝在膛室內，另外6發裝在彈倉內），奇怪地於槍身左側拋殼（鏡像佈局），原照門被戰術導軌所取代，並裝上售後市場瞄具。空倉裝填時玩家角色會先把一發霰彈塞進拋殼口內上膛。
- 2019年—：為無槍托型，命名為“Spraypaint and Pray SPAS-12”，為由缺陷的散零件裝配而成的即興武器，半自動射擊，槍身左側拋殼（鏡像佈局），原照門被戰術導軌所取代，並裝上售後市場瞄具。空倉裝填時玩家角色會先把一發霰彈塞進拋殼口內上膛，但奇怪地會拉動護木上膛。
- 2019年—《湯姆克蘭西：全境封鎖2》
- 2020年—《決勝時刻：黑色行動冷戰》：為摺疊槍托型，槍托預設處於摺疊狀態，命名為“Gallo SA12”，載彈量7發，半自動射擊。裝填時玩家角色會使用正確的倒置槍身方式裝填散彈，但奇怪地沒有空倉掛機，在空倉重新裝填後玩家角色也不會為槍械上膛。戰役模式中由中央情報局特別活動部和蘇聯軍隊所使用。
- 2021年—《戰地風雲2042》：只能泵動式射擊，作為戰地風雲入口的武器登場。
- 2021年—《6》：為無槍托型，命名為“SPAS-12”，只能半自動射擊，載彈量7發（1發裝在膛室內，另外6發裝在彈倉內），奇怪地於槍身左側拋殼（鏡像佈局），原照門被戰術導軌所取代。
- 2021年—《蔚藍檔案》：和泉元英美的固有武器「Multi Tactical」原型。
- 2023年—《決勝時刻：現代戰爭III》：第四季實裝，為摺疊槍托型，槍托預設處於伸展狀態，命名為“Reclaimer 18”。載彈量8發，可自泵動式或半自動模式進行切換。外觀與真槍稍有不同。裝填時玩家角色會使用正確的倒置槍身方式裝填散彈。
- 2024年—《浩劫殺陣2：車諾比之心》：為摺疊槍托型，命名為「SPSA-14」。奇怪地沒有無彈後定功能，空倉重新裝填時需手動鎖定槍栓。

### 動畫
- 2000年—《銀河冒險戰記》
- 2001年—《NOIR》
- 2002年—：由羅貝爾特（ロベルタ，聲優：富澤美智惠）所使用，有裝上遮陽傘的修改。
- 2003年—《玩伴貓耳娘》：型號為短槍管摺疊槍托型，為金武城真奈美（きんじょう まなみ，聲優：戶松遙）收藏的眾多武器之一。
- 2005年—《血戰》：由路易斯所使用。
- 2009年—《DARKER THAH BLACK—流星之雙子》：由英國秘密情報局特工「八月七日」所使用。
- 2010年—《壳中少女》：型號為摺疊槍托型，由一名殺手所使用。
- 2015年—《絕命制裁X》：型號為無槍托型，由NEOTV新大樓劫持人質事件主犯Wild Hunt所使用，單手射擊。